# Ricardo Amaral
Ricardo Amaral (São Paulo, 11 de março de 1941) é um jornalista e empresário brasileiro. Criou os bares, boates e clubes noturnos mais agitados das últimas décadas no Rio de Janeiro, São Paulo, Nova York e Paris. É chamado de o "Rei da Noite Carioca".

## Biografia
Foi criado em Perdizes. Aos 16 anos foi colunista social do Shopping News, em São Paulo. A coluna foi batizada com o nome de "Jovem Guarda", nome mais tarde usado para rotular o primeiro movimento musical construído em cima do marketing, formado por Roberto Carlos, Erasmo Carlos, Wanderléa e outros. Dois anos depois, passou a assinar a coluna "Piriris e Pororós", no jornal Última Hora, de Samuel Wainer. Por ter se incompatibilizado com Adhemar de Barros, governador paulista da época, por causa das notas que escrevia em sua coluna sobre as escapadelas matrimoniais do governador, foi mandado embora do país, tornando-se correspondente do jornal em Roma. Durante a estada na Europa, o jornalista desapareceu e surgiu o empresário, que voltou ao Rio de Janeiro cheio de ideias. Foi o criador da "Rent TV", que alugava aparelhos de televisão para hotéis e hospitais, e depois, para todo mundo.
No exterior, abriu as casas de espetáculos, como o "Le 78", em Paris, e restaurantes, como o "Alô Alô", em Nova York.
Uma de suas primeiras iniciativas na área de lazer do Rio de Janeiro foi o chamado "Tobogã da Lagoa", no final dos anos 60. O primeiro tobogã ficava na Catacumba. Mais tarde, Amaral abriu outro tobogã em São Conrado. Também foi dele a lanchonete Rick's. 
No Brasil em 1977 abriu a Papagaio Disco Club, a casa foi a primeira a inaugurar o conceito "discoteca" no Brasil e criou o "Hippopotamus", o Hippo, a boate carioca que era o segundo lar de muita gente em busca de bom papo e diversão. Famosos nacionais e internacionais freqüentavam o local: Elton John, Prince, Silvia Amélia de Waldner, Danuza Leão, Jô Soares, Emerson Fittipaldi, Gal Costa e Pelé, entre outros. O Hippopotamus, que mudou o nome para "Baronneti", está atualmente sob os cuidados dos filhos, Rick e Bernardo, de 51 e 47 anos.
Chegou a criar uma das mais badaladas boates na Barra da Tijuca, um bairro do Rio de Janeiro, o famoso clube "Studio 54", que fazia alusão ao antigo clube de mesmo nome em Nova York super frequentado nos anos 70 na Rua 54 de Manhattan. Segundo Amaral, ele deteve o direito do nome. Neste mesmo shopping, isto é, New York City Center, foi criado o restaurante "P.J. Clarke's". Mas, cansado da noite, Ricardo Amaral aparentemente desistiu de tais empreendimento e decidiu investir no dia, em academias de ginástica, em duas unidades das badaladas "Estação do Corpo". É primo do jornalista e produtor musical Nelson Motta.

## Vida pessoal
Durante mais de 50 anos, Ricardo Amaral foi casado com Gisella Maria Amaral do Amaral (1941 — 15/01/2019), a conhecida socialite e filantropa Gisella Amaral. Formada em enfermagem, ela atuou na profissão até se casar com o empresário Ricardo Amaral. Trabalhava em prol de 39 entidades de filantropia. No ano de 2013, Gisella convenceu membros da alta sociedade carioca a hospedar de peregrinos a bispos que viriam pra Jornada Mundial da Juventude a ser realizada na cidade do Rio, além de ter conseguido 18 helicópteros emprestados para o transporte de cardeais.
Como homenagem póstuma para a esposa de Ricardo Amaral, a Prefeitura da Cidade do Rio de Janeiro deu o nome dela a um logradouro público na cidade; desde 2019 um trecho da Praça Almirante Custódio de Melo foi desmembrada para formar a Praça Gisella Amaral, no bairro da Lagoa, na Zona Sul do município do Rio de Janeiro.